# Ambros Nesensohn
Ambros Nesensohn (* 3. Mai 1908 in Schlins; † 10. Juni 1982 in Dornbirn) war ein österreichischer Politiker (VdU/FPÖ) und Rauchfangkehrer. Er war von 1949 bis 1954 sowie von 1956 bis 1959 Abgeordneter zum Vorarlberger Landtag.

## Ausbildung und Beruf
Nesensohn besuchte die Volksschule Schlins und war danach von 1922 bis 1924 in der elterlichen Landwirtschaft tätig. Er absolvierte danach eine Lehre als Rauchfangkehrer bei Gebhard Leissing in Bregenz und wurde Kaminkehrermeister bzw. Kesselreiniger. Er war mehrere Jahre auf Wanderschaft war zwischen 1934 und 1936 als selbständiger Kaminkehrer in Frastanz tätig. Ab Herbst 1936 arbeitete er als Kaminkehrer in Dornbirn.

## Politik und Funktionen
Nesensohn vertrat als Abgeordneter des Wahlbezirkes Feldkirch den Verband der Unabhängigen vom 25. Oktober 1949 bis zum 28. Oktober 1954 im Vorarlberger Landtag und rückte danach am 25. Oktober 1956 für Josef Gohm neuerlich als Abgeordneter im Landtag nach. Er gehörte dem Landtag in der Folge als Vertreter der FPÖ bis zum 28. Oktober 1959 an. Er war in seiner ersten Landtagsperiode
Mitglied im Landwirtschaftlichen Ausschuss und Mitglied im Sozialpolitischen Ausschuss und ab 1956 Mitglied im Finanzausschuss und Mitglied im Rechtsausschuss. Er war zudem Ersatzmitglied der Stadtvertretung Dornbirn und Mitglied des Bau-, Sport und Altersheimausschusses. Innerparteilich wirkte er als Mitglied der Landesparteileitung der FPÖ Vorarlberg.
Nesensohn war von 1939 bis 1968 Vorsitzender der Meisterprüfungskommission 1und von 1942 bis 1947 2. Obermeister der Rauchfangkehrer. Danach war er von 1947 bis 1970 Innungsmeister der Rauchfangkehrer. Er war zudem Sachverständiger und Schöffe beim Landesgericht Feldkirch, ab 1950 Kammerrat der Sektion Gewerbe der Vorarlberger Handelskammer und ab 1955 Aufsichtsratsmitglied der Volksbank Dornbirn.  Zudem wirkte er als Mitglied der Meister- und Gesellenprüfungskommission der Rauchfangkehrer, war Mitglied im Ausschuss der Bundesinnung der Rauchfangkehrer und Vorstandsmitglied des Rings Freiheitlicher Wirtschaftstreibender Vorarlberg.

## Auszeichnungen
- Ernennung zum Kommerzialrat (1968)
- Ehreninnungsmeister der Rauchfangkehrer (1970)

## Privates
Nesensohn war der Sohn des Landwirts Silvester Nesensohn und dessen Gattin Maria Nesensohn, geborene Mähr. Er heiratete Anna Gappmeier, die jedoch bereits 1953 verstarb und hatte mit ihr einen Sohn und zwei Töchter. In zweiter Ehe war er ab 1954 mit Gerta Danner verheiratet.